# Jean-Baptiste Goy

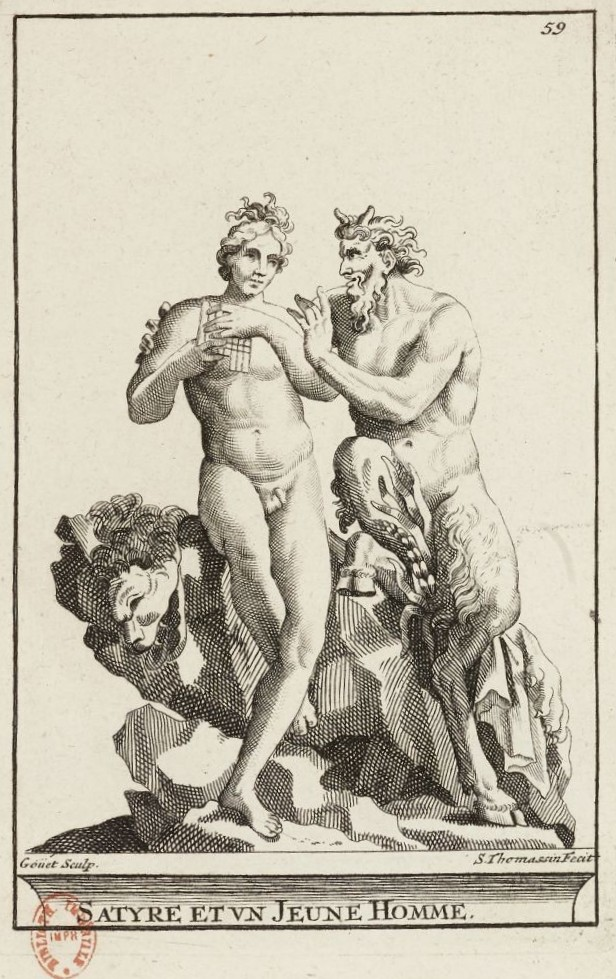
Sàtir que ensenya un jove a bufar la siringa, còpia d'un cèlebre grup de marbre de l'antiguitat; gravat de Simon Thomassin segons Goy, Recueil des statues, groupes, fontaines...,du chateau & parc de Versailles, La Haia, 1723

Jean-Baptiste Goy (París, 1666 - 1738) va ser un escultor i sacerdot catòlic francès.

## Biografia
Nascut a París el març de 1666, fill del pintor Claude Goy, va estudiar pensionat per l'Académie royale de peinture et de sculpture entre 1680 i 1684 a l'Acadèmia de França a Roma, de la qual era director el seu cunyat Charles Errard.
Durant el temps del seu pensionat a Roma, iniciat amb poc més de catorze anys, va copiar algunes de les obres més estimades de l'antiguitat per ser enviades a França amb destinació a la decoració del nou Versalles. Segons un inventari de 1686, de les escultures existents al palau de Versalles i els seus jardins, corresponien a Goy la còpia del grup d' Apol·lo i el déu Pa o Marsias i Olimp de la col·lecció Ludovisi —còpia romana d'un original hel·lenístic—, anomenat, segons el Recueil des statues, groupes, fontaines..., du chateau & parc de Versailles de Simon Thomassin (1694), Sàtir que ensenya a un jove a bufar la siringa, grup en marbre de 158 cm d'alt col·locat des de 1877 a l'arbreda del saló de ball, i la còpia, actualment perduda, del Petit fauno o Fauno flautista conservat llavors a la Vila Borghese i actualment al Louvre, còpia romana d'un presumible original en bronze del segle IV a. C., de la qual, per encàrrec de Lluís XIV, se'n van fer tres còpies més, bona prova de la celebritat de l'obra.
També a Roma i per encàrrec de Lluís XIV va fer una còpia en marbre de la Cleòpatra o Ariadna adormida dels Museus Vaticans, i una altra del Camilo — Sacrificant Borghese — dels Museus Capitolins, un bronze romà de mitjans del segle primer la còpia en marbre per Goy, testificada a Versalles pel Recueil de Thomassin, va ser traslladada més tard a Marly i actualment es troba perduda.
De tornada a París va treballar al Trianon el 1687 ia l'església dels Invàlids el 1691. Ordenat sacerdot el 1692, es va doctorar en teologia per la Universitat de París i va ser agregat a la parròquia de Sant Roc, d'on va passar el 1712 a la de Santa Margarida al faubourg Saint-Antoine de París, de la qual va ser el primer capellà rector al temps de ser elevada l'antiga capella a la categoria de parròquia. Al seu testament, signat el 26 de novembre de 1736, deixava els seus llibres a l'església on havia servit durant més de dues dècades per formar amb ells una biblioteca parroquial.